# جیمز دوایت دانا
جیمز دوایت دانا (انگلیسی: James Dwight Dana؛ ۱۲ فوریهٔ ۱۸۱۳ – ۱۴ آوریل ۱۸۹۵) یک دانشمند در زمینه زمین‌شناسی، کانی‌شناسی، و جانورشناسی اهل ایالات متحده آمریکا بود.